# Merneferra
Merneferra Ay, o Ay I fue un faraón de la dinastía XIII de Egipto, que gobernó de c. 1661 a 1648 a. C.
Su nombre, Merneferra, figura en el registro número VII,3 del Canon Real de Turín, con un largo reinado de 13 años, 8 meses y 28 días. 
Su nombre de Trono, Merneferra, significa "Quien ama la bondad de Ra". 

## Testimonios de su época
Se conservan con su nombre unos sesenta escarabeos de su reinado, un sello cilíndrico, una vasija de piedra, y el piramidión, o piedra de culminación de su pirámide, hallada en El Jatana, aunque probablemente proviniera de Menfis, donde debía estar su tumba, y bloques de piedra de un templo de Karnak.

## Titulatura
| Titulatura | Jeroglífico | Transliteración (transcripción) - traducción - (referencias) |

| N5 | U7 | F35 |

| N5 | U7 | F35 |

| N5 | U7 | F35 |

| N5 | U7 | F35 |

| N5 | U7 | F35 |

| N5 | U7 | F35 |

| N5 | U7 | F35 |

| N5 | U7 | F35 |

| N5 | U7 | F35 |

| N5 | U7 | F35 |

| N5 | U7 | F35 |

| N5 | U7 | F35 |

| N5 | U7 | F35 |

| N5 | U7 | F35 |

| N5 | U7 | F35 |

| N5 | U7 | F35 |

| N5 | U7 · D21 | F35 |

| N5 | U7 · D21 | F35 |

| N5 | U7 · D21 | F35 |

| N5 | U7 · D21 | F35 |

| N5 | U7 · D21 | F35 |

| N5 | U7 · D21 | F35 |

| N5 | U7 · D21 | F35 |

| N5 | U7 · D21 | F35 |

| N5 | U7 · D21 | F35 |

| N5 | U7 · D21 | F35 |

| N5 | U7 · D21 | F35 |

| N5 | U7 · D21 | F35 |

| N5 | U7 · D21 | F35 |

| N5 | U7 · D21 | F35 |

| N5 | U7 · D21 | F35 |

| N5 | U7 · D21 | F35 |

| M17 | A2 | M17 | M17 |

| M17 | A2 | M17 | M17 |

| M17 | A2 | M17 | M17 |

| M17 | A2 | M17 | M17 |

| M17 | A2 | M17 | M17 |

| M17 | A2 | M17 | M17 |

| M17 | A2 | M17 | M17 |

| M17 | A2 | M17 | M17 |

| M17 | A2 | M17 | M17 |

| M17 | A2 | M17 | M17 |

| M17 | A2 | M17 | M17 |

| M17 | A2 | M17 | M17 |

| M17 | A2 | M17 | M17 |

| M17 | A2 | M17 | M17 |

| M17 | A2 | M17 | M17 |

| M17 | A2 | M17 | M17 |

## Otras hipótesis
Se sugirió que fue durante su reinado cuando los hicsos se apoderaron de delta del Nilo y tomaron Menfis, y Merneferra huyó al sur de la capital, El-Lisht, pero recientes investigaciones se inclinan por descartarlo.